# Хари Грег
Хенри Грег (енгл. Henry Gregg; Магерафелт, 27. октобар 1932 — Колрејн, 16. фебруар 2020) био је северноирски фудбалер и фудбалски тренер који је играо на позицији голмана. Био је један од преживелих Минхенске трагедије 1958. године када је био члан Манчестер јунајтеда за који је одиграо укупно 247 утакмице. Играо је још за Донкастер роверсе и Стоук Сити. У периоду од 1954. до 1964. године наступао је 25 пута за репрезентацију Северне Ирске. Након играчке каријере био је тренер клубова Шрузбери Таун, Свонзи Сити, Кру Александра и Карлајл јунајтед.